# Taterillus arenarius
Taterillus arenarius là một loài động vật có vú trong họ Chuột, bộ Gặm nhấm. Loài này được Robbins mô tả năm 1974.